# سوميتا
سوميتا  هي بلدية في اليابان، وبلدة في اليابان، تقع في إيواته، بلغ عدد سكانها 5,383  نسمة وذلك حسب إحصائيات سنة 2018، تبلغ مساحتها 334.84 كيلومتر مربع.

## الموقع
تشترك في الحدود مع:
- أفوناتو، إيواته
- تونو، إيواته
- كامايشي، إيواته
- إتشينوسيكي، إيواته
- ريكوزينتاكا، إيواته
- أوشو، إيواته.